# 穆埃爾特山

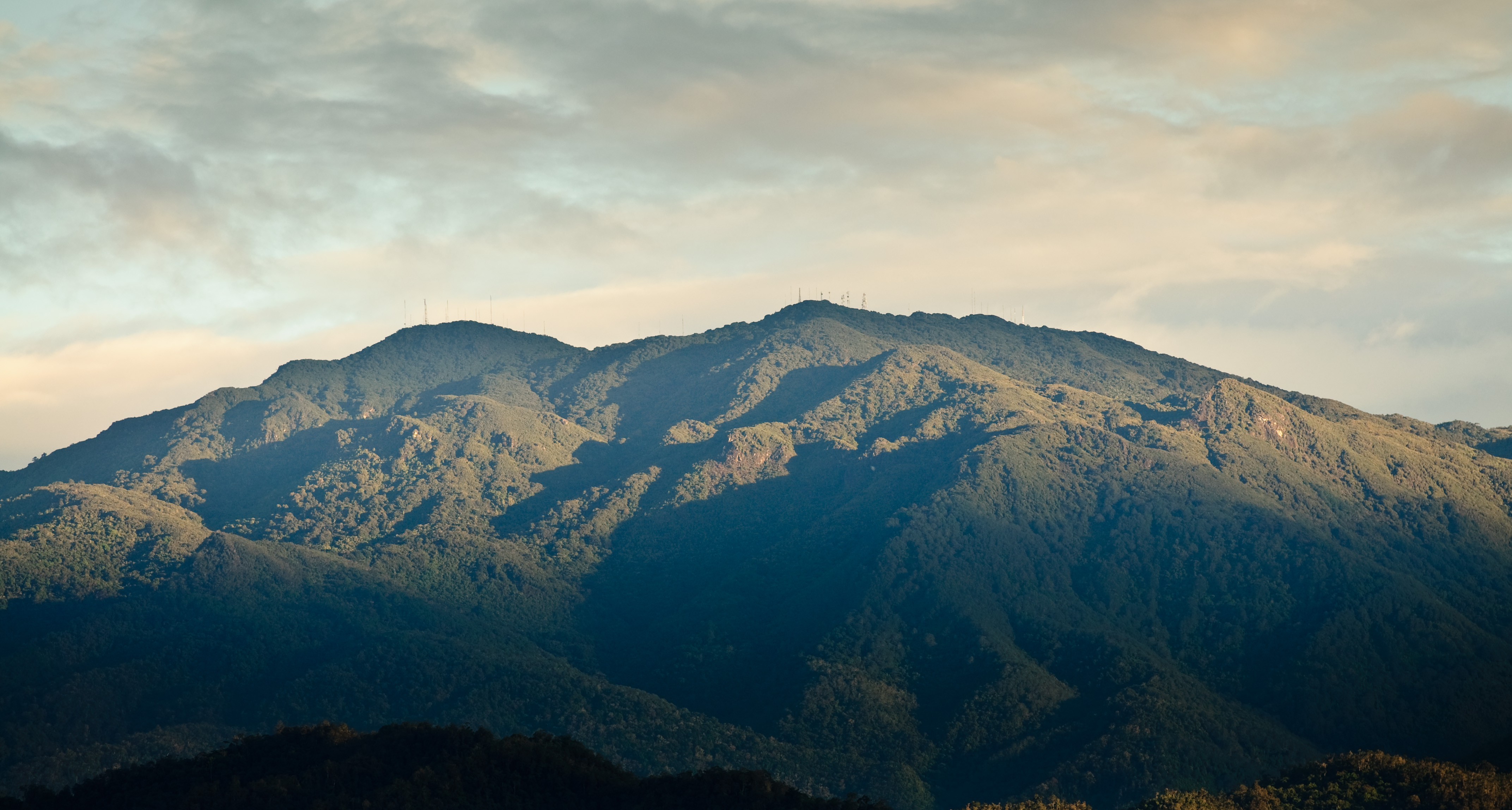

9°34′N 83°45′W / 9.567°N 83.750°W
穆埃爾特山（西班牙語：Cerro de la Muerte），是哥斯達黎加的山峰，處於首都聖荷西以南60公里，屬於塔拉曼卡山脈的一部分，海拔高度3,451米，是該國最高的山峰，每年平均降雨量2,805毫米。